# Stenolpium sayrii
Espèce
Stenolpium sayrii est une espèce de pseudoscorpions de la famille des Hesperolpiidae.

## Distribution
Cette espèce est endémique de la province de Lima au Pérou. Elle se rencontre dans le district de Miraflores vers Huaca Pucllana.

## Description
Le mâle holotype mesure 3,97 mm et les femelles paratypes 5,69 et 6,36 mm.

## Systématique et taxinomie
Cette espèce a été décrite par Cossios en 2023.

## Étymologie
Cette espèce est nommée en l'honneur de Sayri Cossios Veillon. 

## Publication originale
- Cossios, 2023 : « New pseudoscorpion species (Pseudoscorpiones: Hesperolpiidae) from Lima City, Peru. » Revista peruana de biología, vol. 30, no 4, e25185, p.  (texte intégral).